# 克鲁默湖

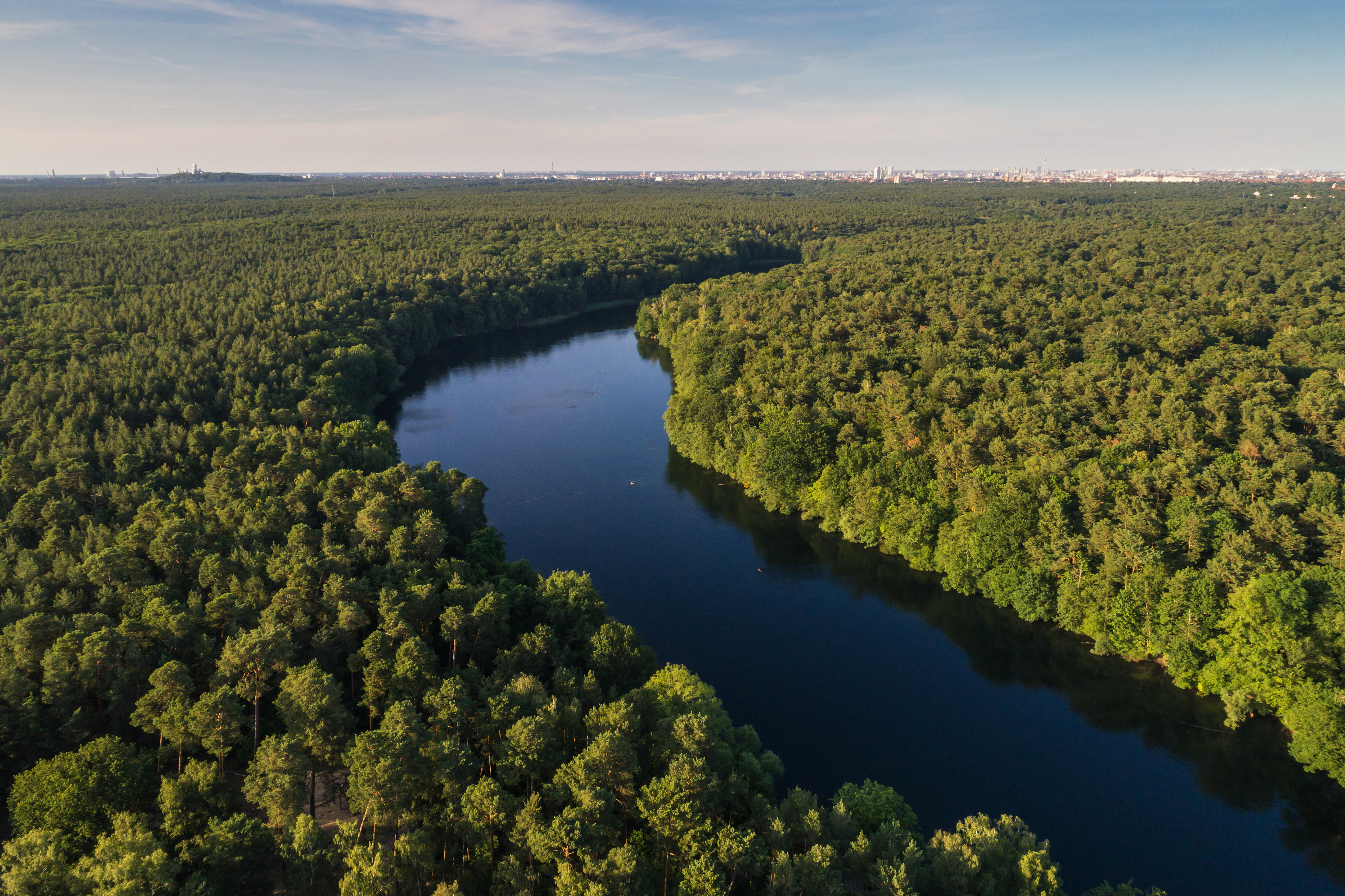

52°27′0″N 13°13′52″E / 52.45000°N 13.23111°E
克魯默湖（德語：Krumme Lanke），是德國的湖泊，位於首都柏林，處於施泰格利茨-采倫多夫，長1.1公里、寬0.2公里，面積0.15平方公里，海拔高度40米，最大水深6.6米，湖岸線長度2.5公里。